# Neocalyptis chlansignum
Neocalyptis chlansignum Razowski, 2006 è una falena appartenente alla famiglia Tortricidae, endemica dell'India settentrionale.
L'apertura alare è di circa 12 millimetri. Il colore di fondo delle ali è crema, cosparso di marrone. I segni sono marroni grigiastri. I posteriori sono di colore grigio brunastro.